# Дикий тростник
«Дикий тростник» (фр. Les roseaux sauvages) — французская кинодрама 1994 года режиссёра Андре Тешине. Классический фильм о взрослении, первом сексуальном опыте и дружбе, который в 1995 году получил 4 премии «Сезар», в том числе за лучший фильм и лучшую режиссёрскую работу.

## Сюжет
Провинциальная Франция, конец лета 1962 года. Франция находятся в состоянии войны с Алжиром, которая только слабым эхом доходит до города. Четверо лицеистов входят в возраст взросления, который пробуждает чувства и мысли. Франсуа, меланхолический выпускник школы, встречает в интернате алжирца Сержа. Между этими двумя очень разными личностями устанавливаются дружеские отношения. Франсуа обнаруживает, что дружба превратилась в чувство, которого он раньше не знал. Ребята проводят ночь, но для Сержа это лишь приключение. На самом деле он испытывает влечение к Маите, близкой подруге Франсуа и дочери испанских учителей-коммунистов.
Отношения в этом любовном треугольнике усложняются с появлением Анри, репатрианта из Алжира, радикального в политических взглядах. Он привозит с собой ненависть, считая французов предателями и коммунистами. Четверка друзей оказывается перед необходимостью определиться как со своими чувствами, так и с политическими взглядами.

## В ролях
| Актёр             | Роль              |
| ----------------- | ----------------- |
| Элоди Буше        | Маите́ Альварес    |
| Гаэль Морель      | Франсуа Форестье  |
| Стефан Ридо       | Серж Бартоло      |
| Мишель Моретти    | мадам Альварес    |
| Фредерик Горни    | Анри Мариани      |
| Жак Ноло          | монсеньор Морелли |
| Эрик Крейкенмейер | Пьер Бартоло      |
| Натали Винье      | Ирен              |

## Награды и номинации
| Год  | Награда                                | Категория                                       | Номинант                                | Результат |
| ---- | -------------------------------------- | ----------------------------------------------- | --------------------------------------- | --------- |
| 1994 | Международный кинофестиваль в Чикаго   | Гран-при — «Золотой Хьюго»                      | Андре Тешине                            | Номинация |
| 1994 | Приз Луи Деллюка                       | Лучший фильм                                    | Андре Тешине                            | Победа    |
| 1995 | Премия «Сезар»                         | Лучший фильм                                    | Дикий тростник                          | Победа    |
| 1995 | Премия «Сезар»                         | Лучшая режиссура                                | Андре Тешине                            | Победа    |
| 1995 | Премия «Сезар»                         | Лучший оригинальный или адаптированный сценарий | Андре Тешине, Жиль Торан, Оливье Массар | Победа    |
| 1995 | Премия «Сезар»                         | Самый многообещающий актёр                      | Гаэль Морель                            | Номинация |
| 1995 | Премия «Сезар»                         | Самый многообещающий актёр                      | Фредерик Горни                          | Номинация |
| 1995 | Премия «Сезар»                         | Самый многообещающий актёр                      | Стефан Ридо                             | Номинация |
| 1995 | Премия «Сезар»                         | Самая многообещающая актриса                    | Элоди Буше                              | Победа    |
| 1995 | Премия «Сезар»                         | Лучшая актриса второго плана                    | Мишель Моретти                          | Номинация |
| 1995 | Los Angeles Film Critics Association   | Лучший фильм на иностранном языке               | Дикий тростник                          | Победа    |
| 1995 | New York Film Critics Circle           | Лучший фильм на иностранном языке               | Дикий тростник                          | Победа    |
| 1996 | Национальное общество кинокритиков США | Лучший фильм на иностранном языке               | Дикий тростник                          | Победа    |
| 1996 | Национальное общество кинокритиков США | Лучший сценарий                                 | Андре Тешине, Жиль Торан, Оливье Массар | Номинация |